# Thunder Lake
Thunder Lake är en sjö i Kanada.   Den ligger i provinsen Alberta, i den centrala delen av landet, 2 900 km väster om huvudstaden Ottawa. Thunder Lake ligger 650 meter över havet. Arean är 7,4 kvadratkilometer. Den sträcker sig 3,1 kilometer i nord-sydlig riktning, och 5,6 kilometer i öst-västlig riktning.
Trakten runt Thunder Lake består till största delen av jordbruksmark. Runt Thunder Lake är det mycket glesbefolkat, med 2 invånare per kvadratkilometer.